# Asaphe Micaelle Jean-Louis
Asaphe Micaelle Jean-Louis, dit AZ est une chanteuse haïtienne née le 17 mars 1992 à Jérémie dans le département de la Grand-Anse.

## Biographie
Elle est née a Jérémie et est la plus âgée d'une famille religieuse de cinq enfants. 
AZ a commencé sa carrière en tant que chanteuse en 2015. Elle commençait à évoluer dans une association culturelle dont son père était l'un des responsables et commençait a chanté dans un groupe de jeunes nommé Symphonie Céleste de Jérémie. Quelques années après, la chanteuse a fait la rencontre de Jean Ernst Pierre à Petit-Goâve en 2012. À la suite du lien romantique qui se tissait entre eux, ils parviennent à se marier trois ans plus tard.   
Micaelle a fait ses études universitaires à l'École normale supérieure de l'université d'État d'Haïti en 2015. Elle commençait à enseigner la philosophie au niveau secondaire, jusqu'à ce qu'elle a décidé un jour de se lancer à fond son talent en tant qu'artiste.  

### Carrière musicale
Après son tout premier album de jazz comportant neuf morceaux publié en 2018 titré Sonje. Cet album bien qu'il fût riche, n'a pas pu atteindre l'énorme succès, à cause du changement de milieu de la chanteuse. Après elle s'est installée au Canada. Asaphe annonça ensuite son deuxième titre Par amour, celui-là est composé de 13 titres et aborde le mot amour comme l'origine de vie et d'espoir.

## Discographie

### Albums
- 2018 : Sonje
- 2022 : Par amour

### Solo
- 2021 : Zanj